# Eukoenenia montagudi
Eukoenenia montagudi es una especie  de arácnido palpígrado de la familia Eukoeneniidae.

## Distribución geográfica
Es endémica del este de la península ibérica (España).